# Göran Gunnarsson
Claes Göran Gunnarsson, född 8 mars 1950, är en svensk militär (generallöjtnant) och ämbetsman.

## Biografi
Gunnarsson påbörjade sin militära karriär i kustartilleriet, vilket senare blev amfibiekåren. Förutom befattningar vid bland annat Vaxholms kustartilleriregemente (KA 1) tjänstgjorde han som chef för en styrka av militära observatörer i före detta Jugoslavien. Hans sista befattning i försvarsmakten var som chef för grundorganisationsledningen vid högkvarteret med generallöjtnants grad.
Gunnarsson är ledamot av Kungliga Krigsvetenskapsakademien sedan 1998.
Den 1 mars 2006 tillträdde Gunnarsson befattningen som generaldirektör för Statens räddningsverk (SRV). Han lämnade befattningen 1 juli 2008, då han efterträddes av Helena Lindberg, som ledde arbetet med att infoga SRV i Myndigheten för samhällsskydd och beredskap, som skapades 1 januari 2009. Han är även styrelseledamot i SOS Alarm Sverige AB. Den 1 oktober 2009 utsågs han till tillförordnad chef för Storstockholms lokaltrafik, SL, och blev den 23 februari 2010 företagets ordinarie verkställande direktör. Han lämnade den posten den 23 juni 2011. Gunnarsson tillträdde 1 december 2012 som förbundsdirektör för Storstockholms brandförsvar.